# ローザ・アボット
ローザ・アボット（Rhoda Mary 'Rosa' Abbott、1873年1月14日 - 1946年2月18日）は、タイタニック号の乗客である。彼女は2人の息子とともにタイタニック号に乗船して、アメリカ合衆国を目指していた。3人は事故に巻き込まれて海に転落したが、ローザのみが救命ボートに救われて生き延びることができた。タイタニック号の事故で海に転落し、その後生還を果たした乗員乗客の中で唯一の女性として知られる。

## 生涯

### 前半生
結婚前の姓はハント（Hunt）といい、1873年にイングランドのバッキンガムシャー・アイルズベリーで生まれた。アイルズベリーで成長し、後に家族とともにハートフォードシャーのセント・オールバンズに転居した。1894年にアメリカ合衆国に移民し、ロードアイランド州プロビデンスに落ち着いた。
1895年には、ロンドン生まれのスタントン・アボット（1867年6月23日 - 1941年4月23日）と結婚した
。スタントンはボクサーで、後にミドル級チャンピオンになるほど強い選手であった。2人の間には、ロスモア（1896年2月21日生）とユージン（1899年3月31日生）という息子が生まれた。ローザは満ち足りた家庭生活を送り、地元のグレースエピスコバル教会でも積極的かつ献身的に奉仕した。
やがてスタントンのボクサーとしての成功が、ローザの幸福に影を落とした。夫婦仲は修復不能なほど悪化し、1911年に別れることとなった。ローザは息子たちを伴ってホワイト・スター・ラインの客船オリンピック号でイギリスに戻り、裁縫師として働くとともに救世軍の兵士（一般信徒）としても活動した。ただし、ローザは息子たちにとってイギリスでの暮らしが幸せなものではなかったことに気づいて、1912年4月にアメリカ合衆国行きの船を予約した。その船とは、タイタニック号であった。

### タイタニック号
ローザと息子たちは、4月10日にサザンプトン港からタイタニック号の3等船室に乗船した。船上でローザは、近くの船室にいるエイミー・スタンレー、エミリー・ゴールドスミス、メイ・ハワードと親しくなった。
4月14日の深夜、乗客たちがすでに眠りについていたときにタイタニック号は氷山に衝突した。ローザのいた船室は、船尾付近だったために衝突の衝撃は少しだけしか伝わってこなかった。4月15日の午前12時15分に客室係が各室のドアをたたいて急を知らせ、ライフジャケットを着用するように警告した。ローザたちは船室から通路に出て、他の乗客たちとともに後部Eデッキの3等区画の階段付近で次の指示を待っていた。指示を待ち続けているうちにも、床面の前方への傾きがはっきりわかるようになってきたため、ローザと息子たちはCデッキの左舷側甲板まで登って行った。
左舷側で乗客の避難誘導を指揮していたのは、2等航海士のチャールズ・ライトラーであった。誘導に当たっていた船員の1人から、女性は通ることができるが息子たちは一緒に行くことはできないと拒絶されたため、ローザは自分1人だけ助かるわけにはいかないと乗船を拒んだ。
午前2時10分に、タイタニック号の船首は完全に海面下へと没した。ローザは息子たちをしっかりと抱きかかえて甲板に立っていたが、今度は船尾のほうが急角度に持ち上げられた。もはや甲板に立っていることもできず、3人は摂氏マイナス2.2度の冷たい海に投げ出された。息子たちは激しい水流に押し流されて、ローザの腕からもぎ取られるように姿を消した。
ローザ自身も海中に2回引きずりこまれたが、2回とも木材類にぶつかったために海上に浮上できた。ローザは息子たちの名を呼びながら、しばらくの間氷の海を泳ぎ続けた。ローザを見つけたのは、折り畳みボートA号だった。男性2人が、彼女をボートの上に引き上げた。
折り畳みボートA号は、タイタニック号沈没の際に海上に流れ出したボートで、損傷がかなりあった。ローザのように海中から救い出された者や、自力でボートにたどり着いた者を含めて30人ほどが折り畳みボートA号の上にいた。このボートは横のキャンバス部分まで浮かぶこともできず、船べりは水面とほぼ同じ高さで水が出入りしていた。折り畳みボートA号に乗った人々の中で体力の尽きた者が1人また1人凍死していき、そのたびに船べりから海上に降ろされていった。折り畳みボートA号に最後まで残った人々は、十数人まで減っていて、女性はローザのみであった。冷たい海水に膝までつかるような状況の中で、折り畳みボートA号の人々は気力を奮い立たせるために歌を歌い続け、朝6時に5等航海士ハロルド・ロウ（en:Harold Lowe）が指揮する救命ボート14号に救われた。ロウは折り畳みボートA号にいた生存者を救命ボート14号に乗り移らせ、救助のため近づいたキュナード・ラインの客船カルパチア号の方へと針路を変えた。
ローザは肋骨を数本折っていた。カルパチア号の船内では、ほとんど病室から動くこともできなかった。ニューヨークに到着した後、彼女はマンハッタンのセント・ヴィンセント病院（en:Saint Vincent's Catholic Medical Center）に入院した。
ローザの息子たちのうち、当時16歳のロスモアが4月24日に大西洋上で見つかり、名前入りのメダルなどから身元が確認された。ロスモアの遺体は、ハリファックスに持ち帰られることなく水葬された。当時13歳のユージンは、ついに行方不明のままであった。

### その後
タイタニック号の事故は、ローザの残りの人生に精神的にも肉体的にも大きなダメージを与えた。重症の喘息発作を含む呼吸器の疾病に加え、息子たちの死がさらに追い打ちをかけた。それにもかかわらず、ローザは別の3等船客の大家族セージ一家のことを気の毒に思っていた。ローザのこの心情について、『タイタニック 百年目の真実』（原題：FAREWELL,TITANIC HER Final LEGACY、2012年）の著者チャールズ・ペレグリーノは、3等の乗客のうち子供が3人かそれ以上いる家族は、全員が命を落としたことを指摘している。
ローザは1914年3月に、エミリー・ゴールドスミスに宛ててセージ一家のことについて手紙を書きおくった。
ローザは1912年12月16日に長年の友人だったジョージ・ウィリアムズ（1875年10月20日 - 1938年6月5日）と結婚して、フロリダ州のジャクソンビルに定住した。1928年には、ジョージの父親の財産の件でイギリスに戻った。同年にジョージは脳卒中で左半身麻痺の状態になり、ローザは介護にあたった。ジョージは1938年に死去し、ローザは余生をアメリカ合衆国で過ごそうとしたが、第二次世界大戦の勃発などによってそれはかなわなかった。ローザは1946年2月18日に、高血圧による心不全で73歳の生涯をロンドンで終えた。